# Veracruz Son y Huapango
Veracruz Son y Huapango es el primer álbum de estudio de la agrupación mexicana Tlen-Huicani, lanzado a nivel mundial en el año de 1988.
Este disco se hizo junto con Lino Chávez.

## Lista de canciones
| Veracruz Son y Huapango |                           |                                       |          |  |
| N.º                     | Título                    | Escritor(es)                          | Duración |  |
| 1.                      | «La Huasanga»             | D.P.                                  | 3:28     |  |
| 2.                      | «La Leva»                 | D.P.                                  | 2:47     |  |
| 3.                      | «El Fandanguito»          | D.P.                                  | 2:59     |  |
| 4.                      | «El Querreque»            | D.P.                                  | 2:59     |  |
| 5.                      | «La Sirena»               | D.P.                                  | 2:47     |  |
| 6.                      | «La Malagueña»            | Elpidio Ramírez/Pedro Galindo Galarza | 3:05     |  |
| 7.                      | «La Huastequita»          | D.P.                                  | 3:25     |  |
| 8.                      | «La Petenera»             | D.P.                                  | 3:18     |  |
| 9.                      | «Flor Silvestre»          | Elpidio Ramírez                       | 2:41     |  |
| 10.                     | «Canastas y Más Canastas» | D.P.                                  | 3:00     |  |
| 11.                     | «El Arreo»                | Lorenzo Barcelata                     | 2:44     |  |
| 12.                     | «La Cigarra»              | Raymundo Pérez Y Soto                 | 2:56     |  |
| 13.                     | «El Cascabel»             | D.P.                                  | 3:53     |  |
| 14.                     | «La Iguana»               | D.P.                                  | 2:53     |  |
| 15.                     | «La Bruja»                | D.P.                                  | 4:28     |  |
| 16.                     | «La Tienda»               | Félix Crispin                         | 4:14     |  |
| 17.                     | «Los Pollitos»            | D.P.                                  | 3:14     |  |
| 18.                     | «El Pijul»                | D.P.                                  | 3:03     |  |
| 19.                     | «El Coconito»             | D.P.                                  | 2:54     |  |
| 20.                     | «Fandango Jarocho»        | D.P.                                  | 3:35     |  |
| 21.                     | «La Morena»               | D.P.                                  | 5:20     |  |
| 22.                     | «La Bamba»                | D.P.                                  | 3:13     |  |
| 72:56                   |                           |                                       |          |  |